# Tiridates II
|  | Per a altres significats, vegeu «Tiridates II de Pàrtia». |

Tiridates II fou rei d'Armènia des del 216 fins almenys el 238, potser fins al 252. A les cròniques de Moisès de Khorèn se li dona el nom de Khosrov I, el que seria una confusió amb el seu pare i predecessor.
El 216 Caracal·la va proclamar Armènia com a província romana però quan l'exèrcit hi va entrar sota el comandament de Teòcrit, fou rebutjat. Els armenis proclamaren rei a Tiridates II que es diu que era el fill del rei Valarsaces (Vologès V), empresonat per Caracal·la (si bé això és dubtós i en tot cas seria el net). Finalment l'emperador Macrí va reconèixer a Tiridates II el 217 pel tractat de Nísibis després de la seva derrota a la Batalla de Nísibis i li va enviar una corona d'or i va alliberar la seva mare (que havia estat empresonada junt amb el pare).
El 224 l'imperi Part va desaparèixer sota l'atac dels perses sassànides. El 231 l'emperador romà Alexandre Sever va atacar als perses des d'Armènia, i Tiridates va entrar també a Atropatene.
Tiridates II fou traïdorament assassinat per un exiliat part, de nom Anak (suposat pare de Gregori l'Il·luminat el primer patriarca d'Armènia), que havia acollit a la capital Vagharxapat, i que estava secretament al servei dels sassànides. La data tradicional és el 238. Llavors Armènia devia passar als sassànides. El relat tradicional diu que el fill petit del rei, Tiridates (futur Tiridates III), va ser salvat i enviat amb els romans. Però se sap que el 244 el tractat entre l'emperador romà Filip l'Àrab i Sapor I de Pèrsia, cedia Armènia als perses però les legions es van aixecar contra aquest fet i van obligar a anul·lar-lo, de manera que la data tradicional sembla errònia. Només se sap segur que el 252 Sapor ja dominava Armènia (així ho testimonia Joan Zonaràs) i en aquest any va instal·lar com a rei a Artavasdes VII.